# Амир, Азиза
Азиза Aмир (араб. عزيزة أمير‎; 17 декабря 1901, Думьят — 28 февраля 1952, Каир) — египетская актриса, продюсер и сценарист. Имеет легендарный статус в египетском кино.

## Ранняя жизнь и карьера
Азиза Амир родилась под именем Мофида Мохамед Гонейм в Думьят, Египет, 17 декабря 1901 года. Её отец был моряком. Амир сменила имя из-за негативного взгляда консервативного египетского общества на роль женщин в искусстве. После революции 1919 года отношение к женщинам в искусстве в стране изменилось в лучшую сторону и Амир начинала свою актёрскую карьеру в театре. Она сыграла на сцене роль дочери Наполеона, после постановки встретила своего первого мужа Ахмеда Эль Шейрея, который был мэром Самалута.
В 1925 году присоединилась к актёрской труппе «Рамсис». В театре играла до 1935 года, после чего решила сосредоточить своё внимание на кино. Она снялась в первой в истории египетского кинематографа ленте "Лайла" (1927) фильм вышел 16 ноября 1927 года. Выпуск «Лайлы» (1927) сопровождался скандалами. И СМИ, и семья мужа актрисы выступили против её участия в фильме, однако она все же сыграла в нём роль.
В 1933 году она написала сценарий и снялась в фильме «Плати за свои грехи» (1933).
Киноиндустрия Египта начала процветать в 1940-х годах. В результате Амир стал писать больше сценариев. В конечном итоге она выступит сценаристкой семнадцати фильмов.
В общей сложности она сыграла главные роли в двадцати пяти фильмах.
Попав в киноиндустрию она работала на разных направлениях кинопроизводства, иногда выступая в качестве продюсера, сценариста, актрисы или режиссёра.

## Избранная фильмография

### Как актриса[11]
- Лайла (1927)
- Дочь Нила (1929)
- Стамбул сокакларинда (1931)
- Плати за свои грехи (1933)
- Его Высочество желает жениться (1936)
- Продавец Apple (1940)
- Эль-варша (1941)
- Брачная ночь (1942)
- Ибн аль-Балад (1943)
- Ёж (1943)
- Долина звёзд (1943)
- Волшебная шляпа (1944)
- Моя дочь (1945)
- Деньги (1945)
- Возвращение волшебной шляпы (1946)
- Неизвестный певец (1946)
- Все хорошо с миром (1946)
- Свеча горит (1946)
- Хадая (1947)
- Выше облаков (1948)
- Все поют (1948)
- Надя (1949)
- Судьба и удача (1951)

### Как сценарист[11]
- Плати за свои грехи (1933)
- Мастерская (1940)
- Эль-варша (1941)
- Ибн аль-Балад ' (1942)
- Ёж (1943)
- Волшебная шляпа (1944)
- Моя дочь (1944)
- Хадая (1947)
- Выше облаков (1948)
- Девушка из Палестины (1948)
- Мой отец обманул меня (1951)

### Как продюсер[11]
- Лайла (1927)
- Плати за свои грехи (1933)
- Моя дочь (1945)
- Хадая (1947)
- Все поют (1948)
- Выше облаков (1948)
- Добродетель на продажу (1950)
- Мой отец обманул меня (1951)

### Как режиссёр[11]
- Дочь Нила (1927)
- Плати за свои грехи (1933)